# Рики Дилън
Ричард Портър Дилън (на английски: Richard Porter „Ricky“ Dillon Jr.), познат още като Рики Дилън, е американски Youtube влогър, родом от Северна Каролина, САЩ.

## Личен живот
Рики е роден на 10 април 1992 г. в Северна Каролина. Когато е на една година, семейството му се мести да живее в Алабама. Там завършва гимназия и колеж.

През февруари 2020 г. Дилън се разкрива като гей в свое Youtube видео.

## Кариера
Рики започва да качва видеота в Youtube през 2010. До 2014 е част от Youtube сдружението „Our2ndLife", където член също е и Конър Франта. Той има близо 2 600 000 абонати. Той също така пуска кавъри на различни песни. Неговият мини-албум се очаква да пуснат на пазара по-късно тази година.